# Wesley (football, 1999)
Pour les articles homonymes, voir Wesley.
Wesley Ribeiro Silva, né le 30 mars 1999 à Salvador, est un footballeur brésilien qui évolue au poste d'attaquant au SC Internacional.

## Biographie

### En club
Formé au SE Palmeiras, Wesley fait ses débuts professionnels à l'Esporte Clube Vitória en 2019, en prêt dans le club de Serie B. Avec le club de sa ville natale, il s'affirme comme joueur et revient ainsi à Palmeiras avec un statut de titulaire en puissance l'année suivante.
Il se fait une place dans l'équipe de São Paulo après la reprise de la Série A, en août 2020. Il effectue notamment une performance de haut vol en Copa Libertadores le 30 septembre 2020, marquant un but et délivrant deux passes décisives, contre le Club Bolívar,.

## Palmarès
| Sociedade Esportiva Palmeiras - Copa Libertadores - Vainqueur en 2020 - Coupe du Brésil - Vainqueur en 2020 - Campeonato Paulista - Champion en 2020 |

### Distinctions personnelles
- Bola de Oura de la finale de Coupe du Brésil 2020[réf. nécessaire]

## Statistiques
| Saison                | Club                  | Championnat           | Championnat | Championnat | Championnat | Coupe(s) nationale(s) | Coupe(s) nationale(s) | Coupe(s) nationale(s) | Supercoupe | Supercoupe | Supercoupe | Compétition(s) continentale(s) | Compétition(s) continentale(s) | Compétition(s) continentale(s) | Compétition(s) continentale(s) | Ligue régionale | Ligue régionale | Ligue régionale | Total | Total | Total |
| Saison                | Club                  | Division              | M.          | B.          | P.d.        | M.                    | B.                    | P.d.                  | M.         | B.         | P.d.       | Comp.                          | M.                             | B.                             | P.d.                           | M.              | B.              | P.d.            | M.    | B.    | P.d.  |
| 2019                  | EC Vitória (prêt)     | Série B               | 28          | 5           | 3           | -                     | -                     | -                     | -          | -          | -          | -                              | -                              | -                              | -                              | -               | -               | -               | 28    | 5     | 3     |
| Sous-total            | Sous-total            | Sous-total            | 28          | 5           | 3           | -                     | -                     | -                     | -          | -          | -          | -                              | -                              | -                              | -                              | -               | -               | -               | 28    | 5     | 3     |
| 2020                  | Palmeiras             | Série A               | 15          | 2           | 2           | 4                     | 2                     | 0                     | -          | -          | -          | CL                             | 3                              | 1                              | 3                              | 3               | 0               | 1               | 25    | 5     | 6     |
| 2021                  | Palmeiras             | Série A               | 3           | 2           | 1           | 2                     | 0                     | 0                     | 1          | 0          | 0          | RS+CL                          | 1+5                            | 0+0                            | 0+1                            | 11              | 1               | 0               | 23    | 3     | 2     |
| Sous-total            | Sous-total            | Sous-total            | 18          | 4           | 3           | 6                     | 2                     | 0                     | 1          | 0          | 0          | -                              | 9                              | 1                              | 4                              | 14              | 1               | 1               | 48    | 8     | 8     |
| Total sur la carrière | Total sur la carrière | Total sur la carrière | 46          | 9           | 6           | 6                     | 2                     | 0                     | 1          | 0          | 0          | -                              | 9                              | 1                              | 4                              | 14              | 1               | 1               | 76    | 13    | 11    |